# Mkdir

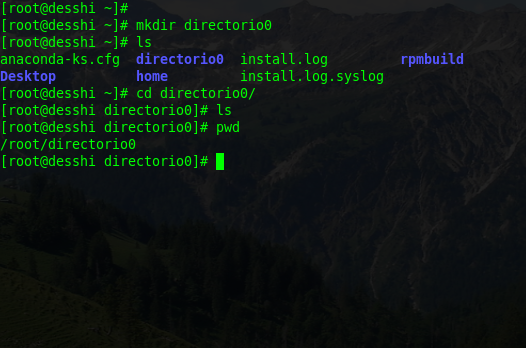
mkdir

O comando mkdir(make directory) é usado tanto no sistema operacional Unix, como também no Windows, para criar novos diretórios. Em geral é usado desta maneira:
```
mkdir nome_do_diretório
```

Onde nome_do_diretório é o nome do diretório que você deseja criar. Os diretórios são criados dentro do diretório atual a não ser que um caminho seja especificado antes do nome do diretório a ser criado.
O comando mkdir pode ser usado para criar um caminho completo:
```
 mkdir -p /pasta/subpasta
```

Pode ainda ser usado para criar uma estrutura completa:
```
 mkdir -p {tmp/,bin/,docs/{textos/,img/{wallpapers/,fotos/}}}
```